# Isla Nublar
Az Isla Nublar (spanyol jelentése a Felhők szigete) az ember által dinoszauruszokkal benépesített kitalált sziget a Jurassic Park világában.
A könyv és a filmek alapján a közép-amerikai Costa Rica partjaitól 200 km-re nyugatra fekszik a Csendes-óceánban. A sziget az első részben az őslénypark helyszíne volt, azonban a fontosabb biológiai és műszaki létesítményeket az Isla Sornán építették fel.
Hogy az Isla Sornától, a B helyszíntől megkülönböztessék, néha az A helyszín néven emlegetik. A szigetet a Costa Rica partjainál fekvő Kókusz-sziget Nemzeti Parkról mintázták, ahol a Jurassic Park és a Jurassic World című filmeket is forgatták. A sziget szigorú védelem alatt áll.

## Természetföldrajz
A sziget hosszúsága 13 km, szélessége 5 km, így teljes területe nagyjából 65 négyzetkilométer. A legmagasabb pontja 640 méter. A különböző óriási dinoszauruszketrecek mellett északi részén egy nagy tó, közepén egy hatalmas madárház is megtalálható. Közel található, ám nem része a Las Cinco Muertes (magyarul Öt halál) szigetcsoportnak, amelynek az Isla Sorna is tagja. Az Isla Nublar helyszíne az Öt halál és Panama között lehet.
Éghajlata trópusi. Nagy részét esőerdő borítja, az északi és keleti partokra egy-egy folyó igyekszik. Alakja egy fordított cseppre hasonlít; az északi rész szélesebb, mint a déli.
A Jurassic World: Bukott birodalom film cselekményében a sziget 2018 végén elpusztul az északi részén található, addig szunnyadó Mount Sibo vulkán kitörése miatt.

## Története

### 1525-1985
Diego Fernandez spanyol tengerész volt az első európai, aki felfedezte a szigetet 1525-ben. Isla Nublar elnevezését gyakran Nicolas de Huelva térképésznek tulajdonítják. Miközben feltérképezte Costa Rica nyugati partját de Huelva egy "felhőszigetet" ("Isla Nublar") látott.

### 1985-1993: Jurassic Park
1985-ben, miután John Hammond felhagyott a kisebb Jurassic Park: San Diego ötletével, cége, az InGen egy nagy, elszigetelt rezervátumot keresett. Costa Rica beleegyezett, hogy bérbe adja a szigetet az InGennek. 1988-ban megkezdődött a Jurassic Park építése.
Az InGennek két dokkot kellett építenie, hogy könnyen szállíthassa a készleteket és a munkásokat a szigetre, a Keleti Dokkra. Délen megépült az Isla Nublar Heliport. A hatékony elosztás érdekében úthálózatot építettek ki.
A Jurassic Park építményei főként a sziget keleti és északi részén épültek. Amikor a karámokat körülvevő elektromos kerítéseket megépítették, Isla Sorna dinoszauruszait az Isla Nublarba szállították.
1993-ban egy trópusi ciklon vihar során Nedry betört az InGen rendszerébe, és feltöltött egy vírust, amely leállította az áramellátást, és rászabadította a dinoszauruszpopulációt a szigeten lévőkre. Végül 4 ember, köztük Nedry meghalt, és minden túlélőt titoktartásra esküdtettek fel, bár Malcolm szembeszegült ezzel, és megpróbálta felfedni a történteket. A szigetet évekig elzárták a nyilvánosság elől, egészen a San Diego-i incidensig.

### 1993-2002: mesterséges ökoszisztéma
1994-ben az InGen takarítócsapata a szigetre ment, hogy elemezze az esetet, és rögzítse a sziget dinoszauruszainak jelenlegi állapotát. Az 1996-ban közzétett jelentésük dokumentálta a park állapotát, és megjegyezte, hogy bár az állatok száma csökkent, viszonylag stabil ökoszisztéma jött létre. Feljegyezték azt is, hogy felfedezték a serdülő Velociraptorok maradványait (ami tartós populáció jelenlétére utal a szigeten), valamint a Compsognathus jelenlétét, egy Sornán tenyésztett fajt, amelyet soha nem szállítottak Nublarba (azt feltételezték, hogy teherhajókon keresztül jutottak át). A sziget kétes jogi státusza biztosította, hogy Nublar dinoszaurusz populációja viszonylag zavartalan maradjon egészen a 2000-es évek elejéig, amikor a Masrani Global megkezdte a Jurassic World építését.

### 2002-2005: a Jurassic World építése
2002-ben Simon Masrani, az InGen új vezérigazgatója John Hammond halálát követően új, sokkal nagyobb dinoszaurusz parkot épített, a Jurassic World -öt Isla Nublar déli részén. A park 8 dinoszauruszfajjal indult, amelyek valószínűleg az eredeti parkból származtak, mint például a Tyrannosaurus rex, de az évek során a fajok száma a szigeten 20-ra nőtt, mind klónozás, mind az Isla Sornáról szállított állatok révén (amelynek ökoszisztémáját visszafordíthatatlanul károsította a Masrani Global, aki illegálisan klónozott olyan dokumentálatlan fajokat, mint a Spinosaurus, és kiengedte őket a szigeten). A régi park számos épülete, mint például a Látogatóközpont, még mindig a szigeten vannak, de benőtte őket a dzsungel, és a park vendégei nem férhetnek hozzá.

### 2005-2015: Jurassic World
A park 2005-ben több mint 90 000 látogatóval nyílt meg, de 2015-re a látogatók száma elérte a napi 20 000 turistát. A befektetők tudták, hogy minden alkalommal, amikor a parkba új dinoszaurusz került, a látogatottság megugrott, ezért úgy döntöttek, hogy elkezdenek genetikailag módosított dinoszauruszokat létrehozni, amelyek elkápráztatják a tömeget. És így jött létre az Indominus rex. Miután nyilvánosságra hozták, a jegyeladások és az előrendelések az egekbe szöktek, azonban az Indominus rex végül megszökött, és káoszt okozott az egész parkban, aminek következtében legalább 18 ember, köztük maga Masrani is meghalt, és még sokan mások is súlyosan megsérültek, miután a Dimorphodonok és Pteranodonok megszöktek a Jurassic World Madárházból. Bár a hibrid végül elpusztult, a park hatalmas károkat szenvedett, ezért bezárták, így az elhagyott sziget ismét a dinoszauruszoké lett.
6 gyerek vett részt a Krétakori táborban, egy dinoszaurusz táborban a Jurassic World másik oldalán. A tábor néhány nappal az eset előtt kezdődött. Az incidens azonban nem csak a Jurassic World látogatóit érintette, hanem a Krétakori tábor táborozóit is. A táborozók néhányszor találkoztak az Indominus rexel, kétszer üldözte őket, és szemtanúi voltak Masrani helikopterének lezuhanásának is. Sajnos hatan a szigeten rekedtek, mert nem érkeztek meg időben az utolsó komphoz.
A szigeten rekedt táborozók módot kerestek a túlélésre és a szigetről való kijutásra, miközben elkerülték, hogy a dinoszauruszok megegyék őket. Miközben néhány sikertelen kísérletet tettek a szigetről való kijutásra, a 6-os végül 6 hónappal később egy Yachton elhagyta a szigetet.

### 2016 után: a természet visszafoglalja a szigetet
A Jurassic World utáni Isla Nublar ökoszisztémája lényegesen instabilabb volt, mint korábban, nagyrészt a szigeten sokkal nagyobb számú nagyragadozó jelenléte miatt. Ez túlvadászathoz és versenyhez vezetett, és számos faj ismét kihalt a Jurassic World bukása után.
A Sibo-hegy reaktivitása azzal fenyegetett, hogy elpusztítja az Isla Nublart, így veszélyeztetve a túlélő dinoszaurusz populációt. A 2018-as kitörésével a szigeten található dinoszauruszfajok mintegy fele kipusztult, a fennmaradó populációt pedig az Egyesült Államok szárazföldi részére szállították.
Az elmúlt években a Sibo-hegy egy ideig aktív maradt Isla Nublaron. Csak 2022 februárjában kezdett egy kicsit szunnyadni. A jelentések szerint a növényvilág újra növekedni kezdett, a tengeri élőlényekkel együtt, akik újra visszatértek.

## Dinoszauruszok a szigeten
Fajok listája, és bemutatásuk ideje:
- Triceratops horridus – 1988
- Brachiosaurus “brancai“ – 1988
- Parasaurolophus walkeri – 1988?
- Tyrannosaurus rex – 1989
- Compsognathus “triassicus“ – 1990-es évek?
- Tylosaurus proriger – 1990-es évek?
- Dilophosaurus “venenifer“ – 1991-1993
- Velociraptor “antirrhopus nublarensis“ – 1991-1993
- Gallimimus bullatus – 1992-1993?
- Troodon pectinodon – 1992-1993
- Herrerasaurus ischigulastensis – 1993
- Pteranodon longiceps “hippocratesi“ – 1993?
- Ankylosaurus magniventris – 2004
- Pteranodon longiceps “masranii“ – 2004
- Corythosaurus casuarius – 2004-2005
- Spinosaurus aegyptiacus “robustus“ – 2004-2005
- Ceratosaurus nasicornis – 2004-2005
- Velociraptor “antirrhopus sornaensis“ – 2004-2005
- Mamenchisaurus sinocanadorum – 2004-2005
- Stegosaurus stenops “gigas“ – 2004-2005
- Pachycephalosaurus wyomingensis – 2004-2005
- Microceratus gobiensis – 2004-2014
- Baryonyx walkeri – 2004-2005
- Carnotaurus sastrei – 2004-2009
- Edmontosaurus annectens – 2004-2014
- Pteranodon longiceps “longiceps“ – 2005
- Apatosaurus ajax – 2005-2010
- Dimorphodon macronyx – 2005-2014
- Metriacanthosaurus parkeri – 2005-2014
- Suchomimus tenerensis – 2005-2014
- Segisaurus halli – 2005-2015
- Styracosaurus albertensis – 2005-2015
- Euoplocephalus tutus – 2005-2015
- Coelurus fragilis – 2005-2015
- Stygimoloch spinifer – 2005-2011
- Allosaurus jimmadseni – 2005-2015
- Pachyrhinosaurus sp. – 2005-2015
- Deinonychus antirrhopus – 2005-2015
- Lesothosaurus diagnosticus – 2005-2015
- Mosasaurus maximus – 2006-2007
- Scorpios rex (E750) – 2009
- Velociraptor “antirrhopus masranii“ – 2012
- “Troodon formosus“ – 2012?
- Indominus rex – 2012
- Sinoceratops zhuchengensis – 2014-2015
- Tarbosaurus bataar – 2015?
- Nasutoceratops titusi – 2015?
- Peloroplites cedrimontanus – 2015?
- Teratophoneus curriei – 2015?
- Ouranosaurus nigeriensis – 2015?
- Monolophosaurus jiangi – 2015?